# 前714年
| 千纪： | 前1千纪 |
| 世纪： | 前9世纪 \| 前8世纪 \| 前7世纪 |
| 年代： | 前740年代 \| 前730年代 \| 前720年代 \| 前710年代 \| 前700年代 \| 前690年代 \| 前680年代 |
| 年份： | 前719年 \| 前718年 \| 前717年 \| 前716年 \| 前715年 \| 前714年 \| 前713年 \| 前712年 \| 前711年 \| 前710年 \| 前709年 |
| 纪年： | 乙丑年（兔年）；周桓王林六年；鲁隐公息姑九年；齐僖公禄父十七年；晋哀侯光四年；曲沃武公称二年；卫宣公晋五年；蔡桓侯封人元年；郑庄公寤生三十年；曹桓公终生四十三年；燕穆侯十五年；陈桓公鲍三十一年；杞武公三十七年；宋殇公与夷六年；秦宁公二年；楚武王熊通二十七年 |

## 大事记
- 北戎（山西南部）攻鄭，鄭反擊，大勝。
- 秦寧公自郿邑（陝西郿縣東北）遷都平陽（陝西眉縣），攻亳戎蕩社（陝西西安）部落[1]。
- 宋殤公不朝覲周王，鄭莊公假傳周桓王之命，討伐宋國，不能勝。
- 鄭莊公以周桓王名義通知魯國，與魯隱公齊僖公，會於防邑（山東金鄉），共謀用兵。